# ひょうたんすずめ
『ひょうたんすずめ』は、1959年2月10日に東宝系で公開された劇場用アニメ映画である。上映時間は55分。

## 概要
1955年1月に設立し、試作品的短編アニメ『おんぶおばけ』を制作した後、1957年に短編『ふくすけ』を制作、同年10月29日に東宝系で公開された横山隆一主催のアニメプロ「おとぎプロダクション」は、新たに1時間程度の長編アニメを制作、23名と増員されたスタッフを投入し、15ヶ月をかけて本作を制作した。
物語は日本民話「不思議なひょうたん」からヒントを得たオリジナルで、『ふくすけ』に引き続きカエルを登場させている。ラストの「お化けひょうたん」からお化けがダンベエを襲うシーンは、後年スタジオ・ゼロのスタッフとなる鈴木伸一の作である。またスタッフの中には、後年虫プロダクションのスタッフになる山本暎一（当時：英一）も存在する。
だが、本作は東宝系公開ながらも、東宝は自社作品が一杯であり、児童向けの作品が無く、関西に至っては刑事映画『手錠をかけろ』（監督：日高繁明、主演：池部良）との2本立てで公開された。この東宝の不親切は、次作『おとぎの世界旅行』でも行われる事となる。

## ストーリー
平和なカエルの国に、ある日、パチンコの得意な乱暴者のカエル・ダンベエが、息子のケロ八を連れてやって来た。やがてひょうたんの家に住んでいた「ひょうたんすずめ」も、ダンベエのパチンコに当たって怪我をした。通り掛ったゼンスケとピョン子親子に助けられ、看病されたものの、ひょうたんすずめは帰宅途中にダンベエに捕まり、見世物にされた。ゼンスケは助けようとしたが、ダンベエのパチンコがすずめに命中し、すずめは死んだ。ゼンスケ親子は墓を作って葬った。調子に乗ったダンベエ親子は、カエルの国に君臨し、ますます悪さをする様となった。
それから数日後、ゼンスケ親子が墓参りをすると、墓から木が伸び、大きなひょうたんがなった。早速そのひょうたんをもいで帰宅し、ひょうたんを振ると、中から米が一杯出て来た。その事を知ったダンベエは、ある夜ひょうたんを盗むが、いくら振っても米は出ず、ひょうたんは手から離れて、ゼンスケの元へ戻った。治まらないダンベエは、別のすずめを殺して土に埋めた。やがて木が伸びるが、トゲだらけの不気味なひょうたん「お化けひょうたん」がなった。そしてお化けひょうたんの中から、気味の悪いお化けが現れ、ダンベエ親子を襲った。このお化けに散々な目にあわされたダンベエ親子は、カエルの国から逃げ出した。

## ナレーター
- 川久保潔

## スタッフ
- 製作：おとぎプロダクション
- 原画・監督：横山隆一
- 動画：鈴木伸一、町山みつひろ、秦泉寺博、山本栄一（現：暎一）、山田幸弘、永田敏郎、伊藤征史
- 背景：中原健喜
- 彩色：長井克子、田口恵美子、木村協子、内山絢子、友野長子、市原妙子、小山照子、関根スミ子
- 撮影・編集：小松義孝、岡田英美子、大久保宏
- 音楽：宅孝二
- 録音：国島正男

## 同時上映
『女ごころ』
- 原作：由紀しげ子／脚本：田中澄江／監督：丸山誠治／主演：原節子

『若旦那大いに頑張る』
- 脚本：若尾徳平／監督：中村積／主演：瀬木俊一